# Agencija za radioaktivne odpadke
Agencija za radioaktivne odpadke (kratica ARAO) je javni zavod katere ustanovitelj je Republika Slovenija.  Vlada RS jo je ustanovila 8. februarja 1991 z namenom, da bi ta zagotovila pogoje za trajno varno odložitev radioaktivnih odpadkov.
Delo agencije je osredotočeno na naslednja področja:
- načrtovanje in pripravljanje dolgoročnih rešitev za nizke in srednje radiokativne odpadke (NSRAO) in izrabljeno jedrsko gorivo (IJG),
- odlaganje radioaktivnih odpadkov,
- ravnanje z radioaktivnimi odpadki (RAO) malih proizvajalcev,
- obveščanje, ozaveščanje in izobraževanje javnosti,
- sanacije objektov z radioaktivnimi odpadki.